# 上海北外滩中心
上海北外滩中心 (Shanghai North Bund Center) 是上海市虹口区一座在建的480m摩天大楼。 
由美国KPF建築事務所以及华东建筑设计研究院设计，建筑主体为103层，其中地上99层，地下4层，竣工后将成为浦西最高的建筑物。

## 歷史
2020年底，北外滩91街坊地块在上海市土地交易市场掛牌出讓。2021年，上海实业发展股份有限公司、上海城投（集团）有限公司、上海建工集团股份有限公司联合購得91号地块。
2023年3月24日，上海北外滩中心桩基开工。2030年3月，建築建成，建成后超越徐家汇中心T2塔楼，成为浦西第一高楼。